# Woke Up like This
Woke Up like This è un singolo del rapper statunitense Playboi Carti in collaborazione con il rapper statunitense Lil Uzi Vert, pubblicato il 20 luglio 2018 come estratto dal primo mixtape di Carti, Playboi Carti.

## Pubblicazione
Il brano è stato presentato in anteprima via SoundCloud il 10 marzo 2017 ed è stato pubblicato su iTunes per il download digitale come singolo il 7 aprile 2017.

## Video musicale

Screenshot tratto dal video del brano

Il video musicale della canzone è stato pubblicato il 7 agosto 2017, in anteprima esclusivamente su Tidal e successivamente su YouTube. Il video è stato diretto da James "JMP" Pereira, che in precedenza ha diretto il video di Look At Me e Moonlight per XXXTentacion.

## Utilizzo nei media
- La canzone è stata presa come sample dal rapper Eminem per la traccia Greatest, dell'album Kamikaze.[9]
- Beyoncé ha interpolato la canzone per in occasione della performance al Coachella Valley Festival del 2018.[10]
- Il brano è stato utilizzato nel video game NBA Live 18.[11]
- Lil Wayne ha remixato la canzone e l'ha inclusa nel suo mixtape Dedication 6: Reloaded.[12]

## Classifiche
| Classifiche (2017) | Posizione massima |
| ------------------ | ----------------- |
| Stati Uniti        | 76                |